# 田子温泉
田子温泉（たっこおんせん）は、青森県三戸郡田子町（旧国陸奥国）にある温泉。

## 泉質
- 単純温泉　
  - 源泉温度26℃

## 効能
神経痛、リューマチ、糖尿病。

## 温泉街
国道104号沿い、熊原川に沿った水田に温泉施設が1軒ある。

## 歴史
熊原川には古くから泉源があったが、1954年（昭和29年）にボーリングによって源泉開発が実施された。

## アクセス
- 青い森鉄道線三戸駅から南部バス：田子行きバスで「サンモール田子」バス停下車後田子町コミュニティバス：上夏坂行き・水亦行き・道前行きに乗り換え、「田子温泉前」バス停下車